# Eleutherodactylus interorbitalis
Espèce
Synonymes
- Syrrhopus interorbitalis Langebartel & Shannon, 1956

Statut de conservation UICN

 DD  : Données insuffisantes
Eleutherodactylus interorbitalis est une espèce d'amphibiens de la famille des Eleutherodactylidae.

## Répartition
Cette espèce est endémique du Mexique. Elle se rencontre dans les États du Sinaloa, du Sonora et du Nayarit de 800 à 1 970 m d'altitude.

## Habitat
Son habitat naturel est constitué par les forêts sèches tropicales. Elle est menacée par la perte de son habitat.

## Publication originale
- Langebartel & Shannon, 1956 : A New Frog (Syrrhophus) from the Sinaloan Lowlands of Mexico. Herpetologica, vol. 12, no 3, p. 161-166.